# Can Pauet
Can Pauet és una casa indiana eclèctica de Canet de Mar (Maresme) protegida com a Bé Cultural d'Interès Local.

## Descripció
Es tracta d'una casa d'indià entre mitgeres situada a la façana marítima de la població. L'immoble consta de planta baixa, pis i golfes i amb una eixida posterior. La composició de la façana, d'aire neoclàssic, és totalment simètrica. La porta d'accés al centre i una gran finestra a cada banda. Al pis hi ha tres balcons independents, el central és una mica més gran. A les golfes hi ha finestres petites. El ferro de les finestres i balcons ha estat tractat de forma acurada. Els balcons del primer pis estan coronats amb un frontó.L'edifici està acabat amb una petita cornisa i un coronament amb barana de pedra.